# 港野喜代子
港野 喜代子（みなとの きよこ、1913年3月25日 - 1976年4月15日）は兵庫県神戸市出身の詩人、児童文学作家。
『日本未来派』『日本児童文学』『思想の科学』などを中心に詩や児童文学、エッセイを発表したほか、ながく大阪文学学校の講師を務めた。

## 来歴・人物
1913年（大正2年）3月25日、父坂本宗平、母くすの長女として兵庫県武庫郡須磨町に生まれる。父親は商船会社の司厨長だった。
1917年（大正6年）6月、妹幸子が生まれる。
1918年（大正7年）、大阪市西区に転居。
1919年（大正8年）、大阪市立三軒家第二尋常高等小学校に入学。
1923年（大正12年）9月、母くす死去。享年34歳。
1925年（大正14年）、大阪府立市岡高等女学校に入学。絵画クラブに入部。
1926年（昭和元年）、父が再婚し、大阪市港区へ転居。義母まつは下宿屋を営む。
1929年（昭和4年）、のちに詩人となる緒方昇が半年間下宿する。俳句を習い、「芹花女」のペンネームで海員組合機関紙に発表する。
1930年（昭和5年）、大阪府立市岡高等女学校を卒業。英文タイピストとして住友伸銅所に職を得る。後に夫となる港野藤吉を知る。
1932年（昭和7年）、住友伸銅所を退職し、鐘紡ショールームに勤める。藤吉との結婚について義母、親類と衝突。父とともに北区東野田町（現在の都島区）に転居。
1934年（昭和9年）1月、父宗平が脳溢血により死去。享年47歳。同年3月、港野藤吉と結婚。同年5月、兵庫県武庫郡本山村に移住。貿易会社に勤務する。
1935年（昭和10年）8月、長男 久衛誕生。この頃「婦人之友友の会」に入会し、羽仁もと子の精神を知る。
1937年（昭和12年）9月、長女 あゆ誕生。藤吉は住友伸銅所を退職し、大阪プレス製作所に勤める。
1940年（昭和15年）1月、次女 千穂誕生。
1942年（昭和17年）5月、次男 尚武誕生。
1945年（昭和20年）、夫の故郷である京都府加佐郡神崎村に移り、5年ほど疎開生活を送る。
1946年（昭和21年）、4人の子どもたちに宮沢賢治や小川未明の童話を語り聞かせる。また自らも詩や童話の創作を始める。
1947年（昭和22年）、書き溜めた作品を緒方昇に送る。作品は『子ども詩の国』に投稿される。同年6月、小野十三郎、菊岡久利、池田克己、緒方昇らによって同人誌『日本未来派』が創刊される。
1948年（昭和23年）3月、池田克己、緒方昇の推薦で『日本未来派』の同人となる。以降、多くの作品を『日本未来派』に発表し、永瀬清子、今西祐行、丸木俊らとの交流が始まる。同年9月、冬木康の推薦で『炉』の同人となる。同年11月、今西祐行、鈴木隆、三輪隆と児童文学同人誌『ポプラ』を創刊する。
1950年（昭和25年）4月、疎開先から大阪に戻り、夫の勤務先である大阪市西成区の工場の2階に住む。
1954年（昭和29年）7月、新たに開設された大阪文学学校の講師となる。同年12月、岩本敏男、上野瞭、鴫原一穂らと児童文学同人誌『馬車』を創刊する。
1959年（昭和34年）、舞鶴市立由良川中学校の校歌を作詞する。
1961年（昭和36年）、日本チェコスロバキア協会が発足し、理事となる。
1962年（昭和37年）6月、夫 藤吉死去。享年53歳。
1972年（昭和47年）9月、第一次訪ソ芸術文化交流団の団長としてソ連を訪問。各地で芸術家、文化人との交流をおこなう。
1974年（昭和49年）、箕面市教育功労者賞を受賞。
1976年（昭和51年）4月15日、自宅の風呂場で死亡しているのが発見される。死因は脳溢血による心臓麻痺。享年63歳。同年7月、『新文学』で「特集 港野喜代子―人と作品」が組まれる。
没後の1981年（昭和56年）、編集工房ノアより『港野喜代子選集』が刊行された。

## 著書
- 『樹に登る少女』 1949
- 『紙芝居』 爐書房 1952.8
- 『魚のことば』　日本未来派発行所 1955
- 『日本伝承の草花の遊び』 藤本浩之輔共著　創元社 1975
- 『凍り絵』 編集工房ノア  1976
- 『港野喜代子選集 : 詩・童話・エッセイ』 編集工房ノア 1981.9